# Malang Diedhiou
Malang Diedhiou (1973. április 30. –) szenegáli nemzetközi labdarúgó-játékvezető.

## Pályafutása
A FSF Játékvezető Bizottsága (JB) minősítésével a League II, majd a Premier League játékvezetője. Küldési gyakorlat szerint rendszeres 4. bírói, illetve alapvonalbírói szolgálatot is végzett.
A Szenegáli labdarúgó-szövetség JB terjesztette fel nemzetközi játékvezetőnek, a Nemzetközi Labdarúgó-szövetség (FIFA) 2008-tól tartja nyilván bírói keretében. A FIFA JB központi nyelvei közül a franciát beszéli. Több nemzetek közötti válogatott (Labdarúgó-világbajnokság, Afrikai nemzetek kupája, Afrikai nemzetek bajnoksága), valamint CAF Konföderációs kupa és CAF-bajnokok ligája klubmérkőzést vezetett, vagy működő társának 4. bíróként segített. Válogatott mérkőzéseinek száma: 12 (2012. november 11.– 2015. június 14.)
A 2015-ös U17-es labdarúgó-világbajnokságon a FIFA JB bíróként alkalmazta.
| Időpont           | Helyszín                                     | Mérkőzés típusa              | Mérkőzés          | Eredmény | Nézők száma |
| ----------------- | -------------------------------------------- | ---------------------------- | ----------------- | -------- | ----------- |
| 2015. október 22. | Regional de Chinquihue Stadion, Puerto Montt | csoportmérkőzés (F. csoport) | Új-Zéland–Szíria  | 0 – 0    | 8955        |
| 2015. október 28. | Portade Stadion, La Serena                   | egyik nyolcaddöntő           | Dél-Korea–Belgium | 0 – 2    | 6388        |

A 2014-es labdarúgó-világbajnokságon, valamint a 2018-as labdarúgó-világbajnokságon a FIFA JB játékvezetőként vette igénybe szolgálatát.. Selejtező mérkőzéseket a CAF zónában irányított. 
| Időpont            | Helyszín                     | Mérkőzés típusa                     | Mérkőzés            | Eredmény | Nézők száma |
| ------------------ | ---------------------------- | ----------------------------------- | ------------------- | -------- | ----------- |
| 2011. november 11. | Lino Correia Stadion, Bissau | (2014 vb) előselejtező              | Bissau-Guineai–Togo | 1 – 1    | 3000        |
| 2015. március 24.  | Setsoto Stadion, Maseru      | (2018 vb) előselejtező (D. csoport) | Lesotho–Zambia      | 1 – 1    | 15 000      |
| 2015. november 13. | Olimpiai Stadion, Szúsza     | (2018 vb) előselejtező (2. kör)     | Líbia–Ruanda        | 1 – 0    |             |

A 2014-es Afrikai nemzetek bajnoksága, valamint a 2016-os Afrikai nemzetek bajnoksága labdarúgó tornán a CAF JB hivatalnokként alkalmazta.
| Időpont          | Helyszín                  | Mérkőzés típusa              | Mérkőzés                                                     | Eredmény | Nézők száma |
| ---------------- | ------------------------- | ---------------------------- | ------------------------------------------------------------ | -------- | ----------- |
| 2014. január 16. | Athlone Stadion, Fokváros | csoportmérkőzés (B. csoport) | Zimbabwe–Uganda                                              | 0 – 0    | 5000        |
| 2016. január 17. | Huye Stadion, Butare      | csoportmérkőzés (B. csoport) | Kongói Demokratikus Köztársaság–Etiópia                      | 3 – 0    |             |
| 2016. január 27. | Umuganda Stadion, Gisenyi | csoportmérkőzés (D. csoport) | Ugandai labdarúgó-válogatott–Zimbabwein labdarúgó-válogatott | 1 – 1    |             |

A 2015-ös afrikai nemzetek kupája, illetve a 2017-es afrikai nemzetek kupája labdarúgó tornáján a CAF JB bíróként foglalkoztatta.
| Időpont              | Helyszín                                          | Mérkőzés típusa                     | Mérkőzés                                                 | Eredmény |
| -------------------- | ------------------------------------------------- | ----------------------------------- | -------------------------------------------------------- | -------- |
| 2014. május 31.      | Omnisports Idriss Mahamat Ouya Stadion, N’Djamena | (2015-ös) előselejtező (első kör)   | Csád–Malawi                                              | 3 – 1    |
| 2014. június 20.     | Városi Stadion, Pointe-Noire                      | (2015-ös) előselejtező (2. kör)     | Kongó–Ruanda                                             | 2 – 0    |
| 2014. szeptember 10. | Nemzeti Stadion, Praia                            | (2015-ös) előselejtező (F. csoport) | Zöld-foki Köztársaság–Zambiai labdarúgó-válogatott       | 2 – 1    |
| 2014. november 19.   | Mohamed V Stadion, Casablanca                     | (2015-ös) előselejtező (E. csoport) | Guinea–Ugandai labdarúgó-válogatott                      | 2 – 0    |
| 2015. január 22.     | Városi Stadion, Ebebiyín                          | csoportmérkőzés (B. csoport)        |                                                          | 0 – 0    |
| 2015. június 14.     | Központi Stadion, Addisz-Abeba                    | (2017-es) előselejtező (C. csoport) | Etióp labdarúgó-válogatott–Lesotho                       | 2 – 1    |
| 2016. március 27.    | Jassim Bin Hamad Stadion, Doha                    | (2017-es) előselejtező (C. csoport) | Kongói labdarúgó-válogatott–Zambiai labdarúgó-válogatott | 1 – 1    |

A 2016. évi nyári olimpiai játékokra a FIFA JB bírói szolgálatra jelölte. A torna legidősebb játékvezetője.
| Időpont             | Helyszín                            | Mérkőzés típusa              | Mérkőzés                  | Eredmény | Nézők száma |
| ------------------- | ----------------------------------- | ---------------------------- | ------------------------- | -------- | ----------- |
| 2016. augusztus 4.  | Arena Fonte Nova, Salvador da Bahia | csoportmérkőzés (C. csoport) | Fidzsi-szigetek–Dél-Korea | 0 – 8    | 16 000      |
| 2016. augusztus 10. | Arena Fonte Nova, Salvador da Bahia | csoportmérkőzés (B. csoport) | Japán–Svédország          | 1 – 0    | 17 821      |